# Max Boonstoppel
Maximilian „Max“ Dirk Alois Boonstoppel (* 7. April 2000) ist ein österreichisch-niederländischer Fußballspieler.

## Karriere

### Verein
Boonstoppel begann seine Karriere bei der NEC Nijmegen. Zur Saison 2017/18 wechselte er nach Österreich in die Akademie des SK Rapid Wien. Nach einer Spielzeit bei Rapid kehrte er zur Saison 2018/19 in die Niederlande zurück und wechselte in die Jugend des FC Emmen.
Zur Saison 2019/20 schloss er sich der U-21 des FC Eindhoven an. Im Februar 2020 stand er gegen die Go Ahead Eagles Deventer erstmals im Profikader von Eindhoven. Sein Debüt in der Eerste Divisie gab er im selben Monat, als er am 27. Spieltag jener Saison gegen die Zweitmannschaft von AZ Alkmaar in der 67. Minute für Marcelo Lopes eingewechselt wurde. Bis zum Saisonabbruch kam Boonstoppel zu zwei Zweitligaeinsätzen. In der Saison 2020/21 kam er nicht mehr zum Einsatz für Eindhoven. Nach der Saison 2020/21 verließ er den Zweitligisten. Daraufhin wechselte er im September 2021 zum Drittligisten SV TEC. Für TEC absolvierte er insgesamt vier Partien in der Tweede Divisie.
Im Februar 2022 schloss er sich dem Viertligisten VV DOVO Veenendaal an. Zur Saison 2022/23 wechselte er zu Blauw Geel ’38. Zur Saison 2023/24 wechselte er nach Portugal zum unterklassigen Silves FC.

### Nationalmannschaft
Boonstoppel spielte zwischen 2014 und 2015 sechs Mal für die österreichische U-15-Auswahl. Im April 2016 kam er zu zwei Einsätzen im U-16-Team.